# Медаль «Видеш Сева»
Медаль «Видеш Сева» (хинди विदेश सेवा पदक, англ. Videsh Seva Medal) — военная государственная награда Индии, учреждённая для военнослужащих и гражданского персонала, проходивших службу за пределами страны. Медаль вручается за исключительные заслуги в период службы за рубежом, признанные правительством Индии.

## История
Медаль была учреждена указом Президента Республики Индия Раджендра Прасада (President’s Secretariat Notification Nos. 15-Pres/) в январе 1960 года.
Изначально медаль предназначалась для лиц, участвовавших в миссиях ООН в Египте, Эфиопии, Гане, Вьетнаме, Лаосе, Камбодже, Индонезии, Ираке, Корее, Ливане и строительстве дорог и аэродромов в Непале.

## Условия награждения
Медаль вручается военнослужащим и гражданским лицам, проходившим службу за границей в течение установленного правительством срока, при условии, что их деятельность не была отмечена другими индийскими наградами.
Особые случаи:
- Награждение может быть посмертным.
- Лица, погибшие при исполнении обязанностей, получившие ранения или эвакуированные по состоянию здоровья, связанному со службой, могут быть удостоены медали без соблюдения минимального срока службы.
- В исключительных случаях правительство может сократить требуемый срок службы.
- При первом награждении вручается медаль с планкой, на которой указано место службы. При последующих награждениях добавляются дополнительные планки.

## Категории награждаемых
К награде могут быть представлены:
- Офицеры, младшие офицеры, рядовые и нестроевой состав регулярной армии, резервных и вспомогательных сил.
- Медицинские сёстры и другой персонал медицинской службы вооружённых сил.
- (исключение) Штатные сотрудники дипломатических миссий не подлежат награждению.

## Описание медали
Медаль круглой формы, диаметром 35 мм, изготовлена из медно-никелевого сплава. На аверсе изображён государственный герб Индии с надписью по окружности. На реверсе помещено изображение древнего военного корабля.
Шёлковая лента имеет ширину 32 мм. Основной цвет ленты кобальтово-синий, на котором пятью вертикальными белыми полосами, разделяющими её на шесть равных частей.
К ленте крепятся планки с названием миссии, за которую вручается награда.